# شهرك طالقاني (كرج)
شهرك طالقاني هي قرية في مقاطعة كرج، إيران. يقدر عدد سكانها بـ 111 نسمة بحسب إحصاء 2016.